# Gregorio Macedo López
Gregorio Macedo López (Colima, 2 de enero de 1917-Colima, 26 de marzo de 2007), también conocido por su apodo «maestro Goyo», fue un profesor colimense, catedrático de la Universidad de Colima, periodista, escritor y director del Ecos de la Costa.

## Biografía
Hijo de Guillermo Macedo Gil y Refugio López González, una familia de ameritados educadores colimenses, el maestro Goyo nació el 2 de enero de 1917 en Colima, México. Ahí realizó sus estudios hasta ingresar en la Normal Superior y egresar como profesor. De 1935 a 1938 fue profesor rural en Ixtlahuacán, Tecomán, Villa de Álvarez y Comala.
Más adelante y hasta 1947 fue docente en Baja California. En 1954 regresó a Colima y asumió la dirección del Ecos de la Costa hasta 1991. Desde entonces se consolidó como profesor, escritor y periodista: dio cátedra en los bachilleratos 1, 2 y 13 de la Universidad de Colima; fue colaborador de la revista La luciérnaga, de la Asociación Colimense de Periodistas y Escritores y la revista Parota, así como fue integrante de la Sociedad de Geografía y Estadística de Colima.
A sus 90 años, el maestro Goyo falleció el 26 de marzo de 2007 en su ciudad natal.

## Obra
- Colima y el mundo. El ayer reciente (1917-1959).[3]